# Lew Włodzimirski
Lew Emilianowicz (Emiljewicz) Włodzimirski (ros. Лев Емельянович (Эмильевич) Влодзимирский, ur. 28 grudnia 1904?/10 stycznia 1905 w Barnaule, zm. 23 grudnia 1953 w Moskwie) – generał porucznik, wieloletni funkcjonariusz radzieckich organów bezpieczeństwa OGPU/Głównego Zarządu Bezpieczeństwa Państwowego (ros. GUGB)-NKWD/Ludowego Komisariatu Bezpieczeństwa Państwowego/Ministerstwa Bezpieczeństwa Państwowego/MWD, m.in. szef Służby Śledczej Ludowego Komisariatu Bezpieczeństwa Państwowego.

## Życiorys
Według rodzinnej legendy przodkowi Włodzimirskiego byli polskimi rewolucjonistami zesłanymi na uralskie stepy. Jego ojciec był rotmistrzem, matka pochodziła z rodziny kozackiej. Skończył szkołę średnią w Zarajsku, w 1924 wieczorowe kursy ogólnokształcące, a w 1930 wieczorową radziecką szkołę partyjną w Piatigorsku. Służbę w organach bezpieczeństwa państwowego rozpoczął w maju 1928 roku, w jednym z 12 okręgów Zjednoczonego Państwowego Zarządu Politycznego (ros. OGPU). Następnie do kwietnia 1930 r. służył w jego administracji, a do lipca 1934 w administracji okręgu północnokaukaskiego OGPU. Od lipca 1934 roku do 1937 roku w Tajnym Oddziale Politycznym (ros. SPO) Zarządu Bezpieczeństwa Państwowego Kaukaskiego NKWD. W maju 1938 roku został przeniesiony do centrali NKWD na Łubiance, gdzie służył w Tajnym Wydziale Politycznym Głównego Zarządu Bezpieczeństwa Państwowego (ros. GUGB) przy Ludowym Komisariacie Spraw Wewnętrznych (NKWD), do 22 grudnia 1938 roku. (Po nadaniu pionom GZBP numeracji, Tajny Wydział Polityczny stał się Wydziałem 2). W 1939 w Głównym Zarządzie Ekonomicznym, następnie przeniesiony do kontrwywiadu, gdzie pełnił funkcję pierwszego zastępcy szefa Wydziału 3 Głównego Zarządu Bezpieczeństwa Państwowego. W lipcu 1939 na polecenie Stalina i Berii wraz z innymi funkcjonariuszami NKWD zamordował ambasadora ZSRR w Chinach, Iwana Bowkun-Ługańca i jego żonę. Po reorganizacji organów bezpieczeństwa i wywiadu w lutym 1941 roku, czego wynikiem było utworzenie odrębnego pionu o nazwie Ludowy Komisariat Bezpieczeństwa Państwowego (ros. NKGB), Włodzimirski został szefem Służby Śledczej LKBP, później do maja 1946 roku pracował w jednym z Zarządów LKBP (od 1946 roku Ministerstwa Bezpieczeństwa Państwowego ZSRR).
Od sierpnia do połowy listopada 1946 roku był szefem Zarządu, następnie do marca 1953 roku pełnił obowiązki szefa Głównego Zarządu Kadr przy SM ZSRR. Ostatnim jego stanowiskiem w MBP była funkcja szefa Służby Śledczej przy jednym z zarządów.
Po aresztowaniu Ławrientija Berii, Włodzimirski został zwolniony z Ministerstwa Bezpieczeństwa Państwowego 17 lipca 1953 roku. Tego samego dnia został aresztowany. Rozstrzelano go 23 grudnia 1953 roku.

## Odznaczenia
- Order Lenina (30 kwietnia 1946)
- Order Czerwonego Sztandaru (dwukrotnie - 26 kwietnia 1940 i 3 listopada 1944)
- Order Czerwonego Sztandaru Pracy (21 lutego 1942)
- Order Czerwonej Gwiazdy (22 lipca 1937)
- Order „Znak Honoru” (20 września 1943)
- Odznaka "Honorowy Funkcjonariusz Czeki/OGPU" (30 kwietnia 1939)